# Petačinci
Petačinci (cyr. Петачинци) – wieś w Serbii, w okręgu pirockim, w gminie Dimitrovgrad. W 2011 roku liczyła 9 mieszkańców.